# Данило (Шибеник)
Данило (хорв. Danilo) — населений пункт у Хорватії, у Шибеницько-Книнській жупанії у складі міста Шибеник.

## Населення
Населення за даними перепису 2011 року становило 376 осіб.
Динаміка чисельності населення поселення:

## Клімат
Середня річна температура становить 14,37 °C, середня максимальна – 28,86 °C, а середня мінімальна – 0,63 °C. Середня річна кількість опадів – 767 мм.
| Клімат поселення                              | Клімат поселення | Клімат поселення | Клімат поселення | Клімат поселення | Клімат поселення | Клімат поселення | Клімат поселення | Клімат поселення | Клімат поселення | Клімат поселення | Клімат поселення | Клімат поселення | Клімат поселення |
| Показник                                      | Січ.             | Лют.             | Бер.             | Квіт.            | Трав.            | Черв.            | Лип.             | Серп.            | Вер.             | Жовт.            | Лист.            | Груд.            |                  |
| Середній максимум, °C                         | 10,08            | 10,73            | 13,75            | 17,25            | 22,39            | 26,30            | 28,86            | 28,63            | 24,10            | 19,60            | 14,01            | 10,76            |                  |
| Середня температура, °C                       | 5,36             | 6,00             | 9,04             | 12,54            | 17,66            | 21,56            | 24,59            | 24,34            | 19,82            | 15,33            | 9,74             | 6,48             |                  |
| Середній мінімум, °C                          | 0,63             | 1,28             | 4,30             | 7,80             | 12,95            | 16,84            | 20,31            | 20,06            | 15,54            | 11,04            | 5,46             | 2,19             |                  |
| Норма опадів, мм                              | 68               | 59               | 65               | 68               | 54               | 52               | 30               | 44               | 71               | 81               | 95               | 80               |                  |
| Середньомісячна швидкість вітру, м/с          | 2.61             | 2.80             | 2.96             | 2.84             | 2.50             | 2.26             | 2.30             | 2.14             | 2.34             | 2.43             | 2.94             | 2.87             |                  |
| Середньомісячна сонячна радіація, кДж/м²·день | 5437             | 8200             | 11849            | 16452            | 20376            | 22963            | 24604            | 21489            | 16102            | 10393            | 5825             | 4588             |                  |
| --------------------------------------------- | ---------------- | ---------------- | ---------------- | ---------------- | ---------------- | ---------------- | ---------------- | ---------------- | ---------------- | ---------------- | ---------------- | ---------------- | ---------------- |
| Джерело:                                      |                  |                  |                  |                  |                  |                  |                  |                  |                  |                  |                  |                  |                  |